# Васильева, Стефания Петровна
Стефания Петровна Васильева — советский хозяйственный и государственный деятель, Герой Социалистического Труда.

## Биография
Родилась в 1936 году на территории Речи Посполитой. Член КПСС.
В 1952—1991 — колхозница, звеньевая льноводческого звена колхоза «Заповит Иллича» Рожищенского района Волынской области Украинской ССР.
Указом Президиума Верховного Совета СССР от 24 декабря 1976 года присвоено звание Героя Социалистического Труда с вручением ордена Ленина и золотой медали «Серп и Молот».
Делегат XXV съезда КПСС.
Живёт в Волынской области.

## Награды и звания
- Герой Социалистического Труда (24.12.1976)
- Орден Ленина (трижды, в том числе 24.12.1976)
- Орден Трудового Красного Знамени